# Schizotrichia jelskii
Schizotrichia jelskii là một loài thực vật có hoa trong họ Cúc. Loài này được (Hieron.) "Strother ex Loockerman, B.L.Turner & R.K.Jansen" mô tả khoa học đầu tiên năm 2003.